# Streptogyna
Streptogyna, rod jednosupnica smješten u vlastiti tribus Streptogyneae, dio potporodice Oryzoideae, porodica travovki. Pripadaju mu dvije vrste trajnica, jedna iz Amerike, i druga iz tropske Afrike, Indije i Šri Lanke.
Tribus je opisan u Smithsonian Contributions to Botany 44: 18. 1980.

## Vrste
1. Streptogyna americana C.E.Hubb.
2. Streptogyna crinita P.Beauv.